# Joan VIII d'Harcourt-Lorena
Joan VIII de Lorena, mort el 1473 va ser comte titular d'Harcourt, comte d'Aumale i baró d'Elbeuf de 1458 a 1473. Era fill d'Antoni de Lorena, comte de Vaudémont i senyor de Joinville i de Maria d'Harcourt, comtessa d'Aumale i baronessa d'Elbeuf.
Des de 1448, els seus pares li cediren els drets al comtat d'Harcourt. El 1449, en ocasió d'una ruptura d'una treva entre França i Anglaterra, fou enviat pel rei de França Carles VII en ambaixada amb el duc de Borgonya.
El 1469, fou nomenat capità d'Angers, després senescal i governador d'Anjou. Va morir al començament de 1473, sense esposa ni posteritat, i els seus títols i les seves càrregues van passar al seu nebot Renat II de Lorena.